# Núria Picas
Núria Picas Albets (Manresa, 2 novembre 1976) è un'ultramaratoneta e skyrunner spagnola.

## Palmarès
- 2010 - 1ª al Mount Kinabalu Climbathon (Malesia);
- 2012 - Campionessa mondiale ultratrail;
- 2012 - 1ª agli SkyGames (SkyMarathon, SkyDuathlon, SkyBike e Combinata);
- 2012 - 1ª al Trofeo Kima;
- 2013 - 3ª all'Ultra-Trail du Mont-Blanc;
- 2013 - 1ª a La Grande Course des Templiers;
- 2014 - 2ª all'Ultra-Trail du Mont-Blanc;
- 2017 - 1ª all'Ultra-Trail du Mont-Blanc.